# Rådjurssadel
Rådjurssadel är en styckdetalj på rådjur som omfattar hela ryggpartiet, det vill säga ytterfilé, innerfilé och revben. Rådjurets filéer är väldigt små. Därför tillreds ofta en sadel där de sitter kvar tillsammans som ett större köttstycke och blir saftigare och godare om det tillagas "på benet". 
Rådjurssadel är en klassisk svensk maträtt och serveras ofta med rödvinssås och rotfrukts- eller potatisgratäng. Rådjurssadel är en exklusiv råvara och serveras därför oftast i festliga sammanhang.